# Konfederacja Korony Polskiej

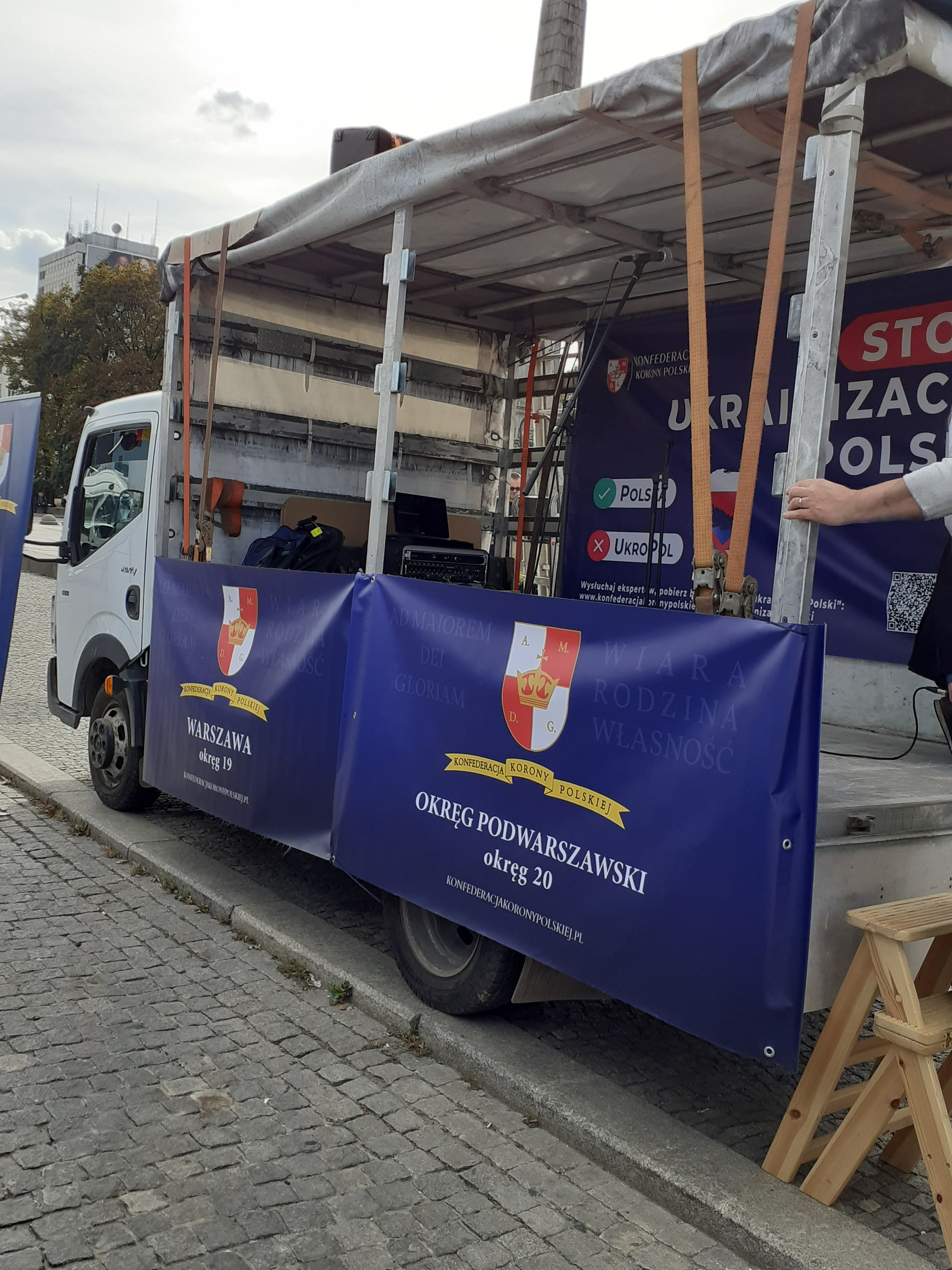
Platforma Konfederacji Korony Polskiej (2022)

Konfederacja Korony Polskiej (KKP, Korona) – polska skrajnie prawicowa partia o charakterze monarchistycznym, tradycjonalistycznym, reakcjonistycznym, nacjonalistycznym i eurosceptycznym, założona przez Grzegorza Brauna, który jej powstanie ogłosił 28 czerwca 2019.
Powstała ona na bazie nieformalnej organizacji Pobudka, powołanej przez Grzegorza Brauna w 2015 (po jego starcie w wyborach prezydenckich w tym samym roku i starcie w tymże roku KWW Grzegorza Brauna „Szczęść Boże!” w wyborach parlamentarnych), od stycznia 2019 współtworzącej wraz z m.in. partiami KORWiN i Ruch Narodowy koalicję Konfederacja KORWiN Braun Liroy Narodowcy (o charakterze antyunijnym, twardo eurosceptycznym). Korona została najbardziej konserwatywnym członem zarejestrowanej 25 lipca 2019 federacyjnej partii Konfederacja Wolność i Niepodległość, którą do marca 2025 roku tworzyła wraz z Nową Nadzieją (dawną KORWiN) i Ruchem Narodowym. Sama Konfederacja Korony Polskiej została zarejestrowana (ze skrótem „KKP”, mimo używania skrótu „Korona”) 24 stycznia 2020 roku.

## Historia
Prezesem Konfederacji Korony Polskiej został Grzegorz Braun, a wiceprezesem i początkowo sekretarzem generalnym Włodzimierz Skalik (uprzednio działacz Prawicy Rzeczypospolitej). Konwencja inaugurująca publiczną działalność partii odbyła się 7 września 2019. W wyborach parlamentarnych w tym samym roku wystawiła ona kilkudziesięciu kandydatów na listach Konfederacji WiN (poza działaczami ugrupowania był wśród nich m.in. były eurodeputowany Andrzej Zapałowski). Grzegorz Braun uzyskał w wyborach jeden z 11 mandatów poselskich, które przypadły kandydatom Konfederacji WiN (po pięć pozostałych zdobyli przedstawiciele KORWiN i RN; Konfederacja WiN powołała jednolite koło poselskie). W przeprowadzonych przed wyborami prezydenckimi w 2020 prawyborach mających wyłonić kandydata federacji na prezydenta Grzegorz Braun zajął 2. miejsce, przegrywając w końcowej rozgrywce z kandydatem RN Krzysztofem Bosakiem. 24 stycznia 2020 KKP została zarejestrowana sądownie.
11 września 2021 odbył się I kongres partii. Grzegorz Braun został mianowany przez kongres prezesem oraz powołał na wiceprezesów Romana Fritza i Włodzimierza Skalika. Powołano także m.in. 6-osobowy Komitet Polityczny, w którym zasiadł m.in. były poseł Konfederacji WiN Paweł Skutecki (który jednak przeszedł w styczniu 2022 do Solidarnej Polski). 23 czerwca 2022 zainaugurowano działalność młodzieżówki partii Korona Młodych. Dwa dni później podczas marszu „Dmowski na Zamek”, zorganizowanego przez prokremlowskich aktywistów w Warszawie, Grzegorz Braun oraz bliscy mu politycy i akademicy, odczytali oświadczenie, w którym obwinili Ukrainę i NATO za wybuch inwazji Rosji na Ukrainę. W następnym miesiącu ugrupowanie opublikowało projekt „Stop ukrainizacji Polski”.
31 marca 2023 KKP zawarła porozumienie o współpracy z partią Ruch Prawdziwa Europa, która dołączyła tym samym do Konfederacji WiN.
W wyborach parlamentarnych w 2023 partia wprowadziła do Sejmu X kadencji z list Konfederacji WiN 4 posłów: Grzegorza Brauna, Romana Fritza, Włodzimierza Skalika i Andrzeja Zapałowskiego.
W wyborach samorządowych w 2024 KKP wystartowała do sejmików województw w ramach KWW Konfederacja i Bezpartyjni Samorządowcy, nie uzyskując mandatów. 11 członków KKP startowało z ramienia KiBS bądź komitetów lokalnych bez powodzenia na włodarzy (w tym 7 na prezydentów miast).
W wyborach do Parlamentu Europejskiego w tym samym roku KKP wystartowała ponownie w ramach KWiN. Jej działacze otworzyli listy w okręgach kujawsko-pomorskim i niestołecznym mazowieckim, ponadto z puli KKP liderem listy został też prezes Ruchu PE, były eurodeputowany Mirosław Piotrowski. Wśród kandydatów znaleźli się m.in. posłowie oraz liderzy partii Grzegorz Braun i Roman Fritz. Jeden z 6 mandatów, które Konfederacja otrzymała w wyborach, zdobył Grzegorz Braun. Nie przystąpił on do żadnej grupy w PE.
W styczniu 2025 kandydatem KKP w wyborach prezydenckich w tym samym roku ogłoszony został Grzegorz Braun, pomimo że Konfederacja WiN ogłosiła wcześniej kandydaturę prezesa NN Sławomira Mentzena. Skutkowało to wykluczeniem Grzegorza Brauna w tym samym miesiącu z partii Konfederacja WiN, a w marcu tego samego roku wykluczeniem także zasiadającego w jej Radzie Liderów Włodzimierza Skalika, który następnie wraz z Romanem Fritzem opuścił klub poselski Konfederacji. Andrzej Zapałowski podtrzymał poparcie dla kandydatury Sławomira Mentzena, pozostając w klubie poselskim i opuszczając reprezentację KKP w Sejmie. W wyborach prezydenckich Grzegorz Braun zajął 4. miejsce z wynikiem 6,34% głosów. W II turze poparł Karola Nawrockiego (prezesa IPN, popieranego przez Prawo i Sprawiedliwość).
4 czerwca 2025 do partii przeszedł z PiS poseł Sławomir Zawiślak, w wyniku czego powstało koło poselskie KKP. Jego przewodniczącym został Włodzimierz Skalik, zaś wiceprzewodniczącym Roman Fritz. Tydzień później do KKP przeszedł z Nowej Nadziei i Konfederacji WiN były poseł Jacek Wilk (w 2015 kandydat KNP na prezydenta).

## Działacze

### Komitet polityczny
Prezes:
- Grzegorz Braun

Wiceprezesi:
- Roman Fritz
- Włodzimierz Skalik

Sekretarz generalny:
- Marta Mrzygłód

Skarbnik:
- Kamila Jezierska

Pozostali członkowie:
- Diana Ruchiewicz
- Sławomir Zawiślak

### Posłowie na Sejm X kadencji
- Grzegorz Braun – do 10 czerwca 2024, wybrany do Parlamentu Europejskiego
- Roman Fritz
- Włodzimierz Skalik
- Andrzej Zapałowski (bezpartyjny) – do 10 marca 2025, pozostał w klubie Konfederacji WiN po opuszczeniu jej przez KKP
- Sławomir Zawiślak – od 4 czerwca 2025, przeszedł z Prawa i Sprawiedliwości

Wszyscy posłowie KKP poza Sławomirem Zawiślakiem (wybranym z listy PiS) zostali wybrani z list Konfederacji WiN. Do 10 marca 2025 posłowie KKP zasiadali w klubie Konfederacji WiN, następnie byli niezrzeszeni, a 4 czerwca 2025 zawiązało się koło poselskie partii.

### Poseł do Parlamentu Europejskiego X kadencji
- Grzegorz Braun

### Poseł na Sejm IX kadencji (w koleKonfederacji WiN)
- Grzegorz Braun

## Udział w wyborach

### Wybory parlamentarne
| Wybory | Sejm                            | Sejm                            | Sejm                            | Sejm    | Sejm    | Senat   | Senat   | Rząd     |
| Wybory | Głosy                           | Głosy                           | Głosy                           | Mandaty | Mandaty | Mandaty | Mandaty | Rząd     |
| Wybory | Liczba                          | %                               | +/−                             | Liczba  | +/−     | Liczba  | +/−     | Rząd     |
| ------ | ------------------------------- | ------------------------------- | ------------------------------- | ------- | ------- | ------- | ------- | -------- |
| 2019   | Start w ramach Konfederacji WiN | Start w ramach Konfederacji WiN | Start w ramach Konfederacji WiN | 1/460   | –       | 0/100   | –       | Opozycja |
| 2023   | Start w ramach Konfederacji WiN | Start w ramach Konfederacji WiN | Start w ramach Konfederacji WiN | 4/460   | 3       | 0/100   | –       | Opozycja |

### Wybory do Parlamentu Europejskiego
| Wybory | Start                           | Liczba |
| ------ | ------------------------------- | ------ |
| 2024   | Start w ramach Konfederacji WiN | 1/53   |

### Wybory prezydenckie
| Wybory | Kandydat         | Zdjęcie | I tura    | I tura    |
| Wybory | Kandydat         | Zdjęcie | Głosów    | %         |
| ------ | ---------------- | ------- | --------- | --------- |
| 2020   | Krzysztof Bosak* |         | 1 317 380 | 6,78 (4.) |
| 2025   | Grzegorz Braun   |         | 1 242 917 | 6,34 (4.) |

* Członek RN, wspólny kandydat Konfederacji WiN.

### Wybory samorządowe
| Wybory | Sejmiki             | Sejmiki             | Sejmiki             | Sejmiki | Sejmiki |
| Wybory | Głosy               | Głosy               | Głosy               | Mandaty | Mandaty |
| Wybory | Liczba              | %                   | +/−                 | Liczba  | +/−     |
| ------ | ------------------- | ------------------- | ------------------- | ------- | ------- |
| 2024   | Start w ramach KiBS | Start w ramach KiBS | Start w ramach KiBS | 0/552   | –       |